# Tauriac-de-Naucelle

Tauriac-de-Naucelle este o comună în departamentul Aveyron din sudul Franței. În 1 ianuarie 2022 avea o populație de 386 de locuitori.